# Павол Молнар
Павол Молнар (Братислава, 13. фебруар 1936 — Братислава, 6. новембар 2021) био је словачки фудбалер. Играо је за репрезентацију Чехословачке на 20 мечева и постигао три гола.

## Клупска каријера
Молнар је играо за СК Слован из Братиславе и касније Интер из Братиславе.

## Репрезентативна каријера
Био је учесник ФИФА Светског купа 1958. године, где је играо у три меча, и ФИФА Светског купа 1962. године, где је његов тим освојио сребрну медаљу.